# Syneilesis aconitifolia
Syneilesis aconitifolia là một loài thực vật có hoa trong họ Cúc. Loài này được (Bunge) Maxim. miêu tả khoa học đầu tiên năm 1859.